# Calciatore dell'anno (Montenegro)
Il calciatore montenegrino dell'anno è un premio calcistico assegnato dalla Federazione del Montenegro, dopo un sondaggio condotto tra i capitani e gli allenatori delle squadre del massimo campionato montegrino. Nella stessa occasione vengono assegnati i riconoscimenti al migliore calciatore e al migliore allenatore del campionato montenegrino, ed alla giovane promessa montenegrina dell'anno.

## Albo d'oro

### Calciatore montenegrino dell'anno
| Anno | Giocatore          | Squadra         |
| ---- | ------------------ | --------------- |
| 2006 | Mirko Vučinić      | Lecce Roma      |
| 2007 | Mirko Vučinić (2)  | Roma            |
| 2008 | Mirko Vučinić (3)  | Roma            |
| 2009 | Stevan Jovetić     | Fiorentina      |
| 2010 | Mirko Vučinić (4)  | Roma            |
| 2011 | Mirko Vučinić (5)  | Roma Juventus   |
| 2012 | Mirko Vučinić (6)  | Juventus        |
| 2013 | Mirko Vučinić (7)  | Juventus        |
| 2014 | Marko Baša         | Lilla           |
| 2015 | Stevan Jovetić (2) | Inter           |
| 2016 | Stefan Savić       | Atlético Madrid |
| 2017 | Stefan Savić (2)   | Atlético Madrid |
| 2018 | Stefan Savić (3)   | Atlético Madrid |
| 2019 | Stefan Mugoša      | Incheon Utd     |
| 2020 | Stefan Savić (4)   | Atlético Madrid |
| 2021 | Stefan Savić (5)   | Atlético Madrid |
| 2022 | Stefan Savić (6)   | Atlético Madrid |
| 2023 | Stefan Savić (7)   | Atlético Madrid |
| 2024 | Nikola Krstović    | Lecce           |

### Migliore calciatore del campionato montenegrino
| Anno | Giocatore        | Squadra        |
| ---- | ---------------- | -------------- |
| 2010 | Ivan Vuković     | Budućnost      |
| 2011 | Dragan Bošković  | Budućnost      |
| 2012 | Blažo Igumanović | Rudar Pljevlja |
| 2013 | Darko Zorić      | Čelik Nikšić   |

### Migliore allenatore del campionato montenegrino
| Anno | Allenatore        | Squadra        |
| ---- | ----------------- | -------------- |
| 2010 | Nebojša Vignjević | Rudar Pljevlja |
| 2011 | Dragan Radojičić  | Rudar Pljevlja |
| 2012 | Slavoljub Bubanja | Čelik Nikšić   |
| 2013 | Dragan Radojičić  | Sutjeska       |

### Giovane promessa montenegrina dell'anno
| Anno | Giocatore            | Squadra               |
| ---- | -------------------- | --------------------- |
| 2010 | Stefan Savić         | Partizan              |
| 2010 | Stefan Mugoša        | Budućnost             |
| 2010 | Andrija Kaludjerović | Lovćen                |
| 2011 | ?                    | ?                     |
| 2011 | ?                    | ?                     |
| 2011 | ?                    | ?                     |
| 2012 | Marko Bakić          | Torino                |
| 2012 | Luka Đorđević        | Zenit San Pietroburgo |
| 2012 | Aleksandar Boljević  | Zeta                  |
| 2013 | Luka Đorđević        | Twente                |
| 2013 | Nebojša Kosović      | Vojvodina             |
| 2013 | Andrija Vukčević     | Budućnost             |